# Nicon abyssalis
Nicon abyssalis är en ringmaskart som beskrevs av Hartman 1967. Nicon abyssalis ingår i släktet Nicon och familjen Nereididae. Inga underarter finns listade i Catalogue of Life.